# Església de l'Assumpció (Museros)
L'església parroquial de l'Assumpció, sub invocatione Assumptionis Beatae Mariae Virginis, com era costum al S. XIII, és un temple catòlic situat al municipi de Museros datat del segle xviii. Està catalogada com a Bé d'interès cultural, amb número d'anotació RI-46.13.199-001, segons la llei del Patrimoni Cultural Valencià.

## Campanar i campanes
Compta amb un campanar junt a la façana principal de planta quadrada, el qual té un conjunt de campanes característic de l'Horta amb un conjunt de tres més una campaneta pels senyals. La gran és de l'any 1983, dedicada a la Mare de Déu de l'Assumpció, la mitjana fou refosa el 1969 dedicada al patró Sant Roc, i la més menuda és de l'any 1917.